# (20366) Bonev
Pour les articles homonymes, voir Bonev.
(20366) Bonev est un astéroïde de la ceinture principale.

## Description
(20366) Bonev est un astéroïde de la ceinture principale. Il fut découvert le 23 mai 1998 à la station Anderson Mesa par le programme LONEOS. Il présente une orbite caractérisée par un demi-grand axe de 2,75 UA, une excentricité de 0,18 et une inclinaison de 9,4° par rapport à l'écliptique.

## Compléments